# International New York Times

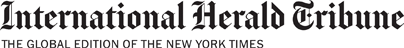
Anterior logotipo, antes de la adquisición por The New York Times Company.

El International New York Times (antes International Herald Tribune) es un diario en lengua inglesa, "la voz internacional" del diario The New York Times, y forma parte de la compañía del mismo nombre. Se vende en más de 180 países y, desde su fundación en 1887, tiene su sede en París.

## Historia
El Herald internacional lo fundó James Gordon Bennett, Jr. el 4 de octubre de 1887 como la edición europea del New York Herald.
En 1928, el Herald fue el primer periódico distribuido en avión, llevando ejemplares hasta Londres desde París. La publicación del IHT fue interrumpida entre 1940–1944, durante la ocupación de París por las tropas nazis.
Después de la muerte de Bennett, ocurrida en 1918, hubo dos cambios de propietario y la unión con el New York Tribune, que determinó el nuevo nombre del periódico: New York Herald Tribune.
Este periódico y su edición europea fueron vendidas en 1959 a John Hay Whitney, empresario que entonces era embajador de EE. UU. en Gran Bretaña. En 1966, la edición neoyorquina cierra, pero Whitney continuó publicando la edición de París gracias a que atrajo al New York Times y al Washington Post como copropietarios.
El 22 de mayo de 1967 el periódico apareció por primera vez bajo el nombre de International Herald Tribune
En 1991 el New York Times y el Washington Post compraron la parte que pertenecía a Whitney y se covirtieron en copropietarios con el 50% cada uno, hasta que en 2003 el primero pasó a ser propietario único del diario.
El International Herald Tribune pasó a llamarse International New York Times el 15 de octubre de 2013.

## Distribución
El periódico es editado en 35 zonas por todo el mundo y vendido en más de 180 países; tiene una tirada de 242.200 ejemplares (2005).

### Afiliados
- Asahi Shimbun (Japón)
- Daily Star (Líbano)
- Daily Star (Egipto)
- El País (España)
- Haaretz (Israel)
- Joongang Daily (Corea del Sur)
- Kathimeriní (Grecia)
- The Express Tribune (Pakistán)
- The Moscow Times (Rusia)
- Daily News (Egypt)